# Port-de-Paix (arrondissement)
Port-de-Paix (Kreyòl: Podpè) is een arrondissement van het Haïtiaanse departement Nord-Ouest, met 189.690 inwoners. De postcodes van dit arrondissement beginnen met het getal 31.
Het arrondissement Port-de-Paix bestaat uit de volgende gemeenten:
- Port-de-Paix (hoofdplaats van het arrondissement)
- Bassin-Bleu
- Chansolme
- Île de la Tortue
- Lapointe (sedert 2015)